# Xã Westfield, Quận Dodge, Minnesota
Xã Westfield (tiếng Anh: Westfield Township) là một xã thuộc quận Dodge, tiểu bang Minnesota, Hoa Kỳ. Năm 2010, dân số của xã này là 451 người.